# Gruppo di NGC 1433
Il Gruppo di NGC 1433 è un gruppo di galassie situato prospetticamente nella costellazione dell'Orologio alla distanza di 50 milioni di anni luce dalla Terra.
Il gruppo è costituito da una quindicina galassie, prende il nome dalla galassia a spirale barrata NGC 1433, fa parte del Gruppo del Dorado (che peraltro ha più le caratteristiche di un ammasso) ed è uno dei gruppi che compongono il Muro della Fornace (o Southern Supercluster). 

## Principali galassie del gruppo
| Nome       | Tipo        | R.A.        | DEC        | Distanza M di a.l. | Redshift (z) | Nomi alternativi                               | Immagine |
| ---------- | ----------- | ----------- | ---------- | ------------------ | ------------ | ---------------------------------------------- | -------- |
| NGC 1411   | SA(r)0      | 03h38m44.9s | -44°06'02" | 41                 | 0,003279     | IC 1943, ESO 249-11, MGC-07-08-004, PGC 13429  |          |
| NGC 1433   | (R')SB(r)ab | 03h42m01.5s | -47°13'19" | 45                 | 0,003589     | ESO 249-14, PGC 13586                          |          |
| NGC 1448   | SAcd        | 03h44m31.9s | -44°38'41" | 49                 | 0,003896     | NGC 1457, ESO 249-16, MCG-07-08-005, PGC 13727 |          |
| NGC 1493   | SB(rs)cd    | 03h57m27.4s | -46°12'39" | 45                 | 0,003512     | ESO 249-33, PGC 14163                          |          |
| NGC 1494   | SAB(rs)cd   | 03h57m42.9s | -48°54'29" | 48                 | 0,003773     | ESO 201-12, PGC 14169                          |          |
| NGC 1495   | Sc          | 03h58m21.8s | -44°27'59" | 55                 | 0,004282     | ESO 249-34, MCG-07-09-004, PGC 14190           |          |
| NGC 1527   | SA(r)0^0    | 04h08m24.1s | -47°53'49" | 52                 | 0,004043     | ESO 201-20, PGC 14526                          |          |
| IC 1970    | SAb         | 03h36m31.5s | -43°57'25" | 52                 | 0,004146     | ESO 249-7, MCG-07-08-003, PGC 13322            |          |
| IC 2000    |             | 03h49m07.7s | -48°51'29" | 70                 | 0,00269      | ESO 201-3, PGC 13912                           |          |
| ESO 249-36 | IB(s)m      | 03h59m15.6s | -45°52'21" | 42                 | 0,003005     | Horologium Dwarf, PGC 14225                    |          |